# Влад I Узурпатор
Влад I Узурпатор (на румънски: Vlad I Uzurpatorul) е войвода на Влашко от 1394 до 1397 г.

## Живот
Смята се, че е първороден син на Дан I или незаконороден син на Владислав I.
Първоначално бан на Крайова, Влад успява с подкрепата на султан Баязид I да заеме трона на Влашко през октомври 1394 г. на мястото на Мирчо Стари, който е принуден да бяга в Унгария, но през 1397 Мирчо Стари се връща на власт.